# Adrián Miguel Mascarell
Adrián Miguel Mascarell (Sueca, 1974), més conegut com a Adrián I o Adrián de Riola, és un ex-jugador professional de pilota valenciana, rest en la modalitat de l'Escala i corda, en nòmina de l'empresa ValNet. Va debutar el 1990 a Alginet i es va retirar amb 38 anys. Paral·lelament a la seua etapa com a jugador, ha estat el gestor del trinquet municipal de Sueca des de 1995. És reconegut com un gran cuiner, destacant-ne els seus arrossos.

## Palmarés[calcitació]
- Escala i corda:
  - Campió Copa Consum: 2003
  - Campió Trofeu Hnos. Viel de Sueca: 2007, 2008 i 2011
  - Subcampió del Trofeu Hnos. Viel: 2012
  - Subcampió del Trofeu Nadal de Benidorm: 2006
  - Subcampio del Trofeu Ciutat de Llíria: 2010
  - Subcampió del Trofeu Tio Pena de Massamagrell: 2012

- Frontó:
  - Subcampió de l'Obert d'Albal: 2006